# Colegio "Coronel Juan Fenochio"
El colegio Coronel Juan Fenochio es una escuela de primaria situada en la localidad de Magdalena de Kino, Sonora, donde se imparte educación primaria como parte del sistema educativo de México. En este recinto se firmó en 1917 la Constitución Política del Estado Libre y Soberano de Sonora.

## Historia
En 1904, después de la pacificación de los ataques apaches a los habitantes de ésa población, misma que estaba creciendo en cantidad de pobladores, el Ayuntamiento local, considerándolo como conveniente, nombró una Junta de Mejoras Materiales, para realizar obras públicas por su cuenta y en beneficio de sus habitantes.
La Junta de Mejoras Materiales quedó constituida por las siguientes personas:
- Presidente: Coronel Juan Fenochio
- Vicepresidente: Arnoldo Faerber
- Tesorero: Eustaquio Torres; Tesorero suplente: Francisco Irigoyen
- Secretario: Alberto Azcona; Secretario suplente, Francisco P. Molina y
- Vocales: Ramón Munguía, Feliciano López y Trinidad Perea.

La primera acción propuesta fue construir la primera escuela de la población, pues aún no había una. Se realizó un proyecto del edificio, y aportaron $ 5,000 (Cinco mil pesos) por los miembros del comité. Equivalente a la quinta parte del costo. La escuela tuvo un costo de $28,809.04 sin incluir el valor del terreno.
El 15 de agosto de 1904 se realizó la ceremonia de la primera piedra, por Ana Dávila, esposa de Miguel Latz. Ana estimuló a los comerciantes locales a hacer llegar sus aportaciones en forma ininterrumpida, para que la obra no se suspendiera, asunto que así se cumplió, hasta su conclusión. A esta iniciativa se sumó el Teniente Coronel Emilio Kosterlitzky y sus soldados. El Ferrocarril de Sonora, también se unió a los esfuerzos de construcción, donando el flete por concepto de un cargamento de madera desde Guaymas.
Los comerciantes y banqueros Miguel Latz y Arnoldo Faerber, dueños del Molino Harinero Terrenate, donaron todo el mobiliario nuevo, para los inicios y operación de la escuela.
El 16 de septiembre de 1906, en sesión solemne, se hizo entrega de la escuela al presidente municipal Dr. Jacinto Padilla, firmando como testigos todos los asistentes al acto, y decidieron que la escuela llevara el nombre de “Juan Fenochio” por aclamación popular.
A la ciudad de Magdalena cabe el doble honor de ser guardiana de los restos del incansable misionero Eusebio Francisco Kino y de ser la cuna de la Constitución Política del Estado de Sonora. 
En la primavera de 1917, buscando restañar las heridas sociales de la Revolución, en el Estado, el Gobernador Interino Don Adolfo de la Huerta convocó a elecciones extraordinarias expidiendo el Decreto n.º 90 el 29 de marzo de 1917, para elegir Gobernador, Diputados al Congreso del estado de Sonora, magistrados al Supremo Tribunal y procurador general de Justicia, señalándose en el Artículo Segundo que el Congreso estaría investido con atribuciones de constituyente.
Atendiendo lo dispuesto por la Constitución Política de los Estados Unidos Mexicanos y la reciente Ley Electoral de Sonora, el Gobernador había dividido la entidad en 15 Distritos para elegir a los Diputados propietarios y suplentes quienes integrarían el Congreso Constituyente destinado a elaborar la nueva Constitución estatal, siguiendo en cierta medida la promulgada en Querétaro.
El 13 de mayo del mismo año, resultó electo el General Plutarco Elías Calles para los años 1917-1919, tomando protesta ante el Congreso el 30 de junio, era presidente municipal de Magdalena el Sr. Enrique Campbell. Poco después, a iniciativa del mandatario en funciones, el Congreso expidió un decreto que convertía temporalmente a la Villa de Magdalena en Capital del Estado concediéndole permanentemente la categoría de ciudad.
El edificio del Colegio Fenochio fue escogido como recinto oficial del Congreso Constituyente del Estado de Sonora en 1917, los 17 Diputados estudiar, discutieron y aprobaron el trascendental Código Político.  
Dos meses y medio se requirieron para terminarlo, fijándose el día 15 de septiembre de 1917 para su proclamación en la misma ciudad por el Gobernador Cesáreo G. Soriano, suplente de Plutarco Elías Calles (quien se encontraba separado del cargo a causa de una licencia) dar a conocer al pueblo la nueva constitución. Don Antonio G. Rivera, político e historiador ameno y testigo presencial describió ese momento:

A las once de la mañana toda la población de Magdalena estaba congregada en la plaza y en las calles que en ella desembocan, las tropas vestidas de gala formaban el marco brillante y marcial aquel gran día de Sonora. El General, Jefe de las Operaciones, todos los altos funcionarios del Estado presidían el solemne acto desde el Kiosco.

A la hora mencionada se levantó el Presidente del Congreso, Clodoveo Valenzuela y en su sobrio discurso dio a saber al pueblo que Sonora ya tenía una nueva Constitución en la que quedaban plasmados todos sus anhelos y consagrados todos sus derechos.

Los clarines tocaron alegres fanfarrias y los cañones que habían sembrado la destrucción para acabar con un pasado oprobioso, ahora tronaban en honor del nuevo Código Político.

El 12 de octubre siguiente, las ciudades y pueblos del Estado vestirían sus mejores galas para el bando solemne que les daría a conocer simultáneamente a todos, la Constitución Política del 15 de septiembre de 1917

Hubo 17 Diputados Constituyentes entre ellos Prof. José Ma. Lizárraga por Altar, y Gabriel Corella por Magdalena.
En este colegio, estudió Luis Donaldo Colosio, Gustavo Hodgers Rico, entre otros personajes notables de la ciudad.